# Balto (kutya)
Balto (Nome, 1919 – Cleveland, 1933. március 14.) szibériai husky és szánhúzó kutya Leonhard Seppala szánhúzó és tenyésztő tulajdonában.
Akkor vált híressé, amikor állítólag ő vezette a Gunnar Kaasen által vezetett szánhúzó kutyák csapatát az 1925-ös nome-i szérumfutás utolsó szakaszán, amelynek során az alaszkai Anchorage-ból az alaszkai Nenanába szállították vonattal a diftéria elleni szérumot, majd kutyaszánnal Nome-ba a betegség kitörése ellen.
1933. március 14-én, 14 éves korában bekövetkezett haláláig Balto a clevelandi állatkertben élt nyugalomban. Halála után testét kipreparálták és kiállították a Clevelandi Természettudományi Múzeumban, ahol ma is látható.

## Szérumfutás
1925 januárjában a nyugat-alaszkai Nome városában kezdődő diftériajárvány jelei mutatkoztak. A tél kellős közepén az oltóanyag odaszállításának egyetlen lehetséges módja a kutyaszán volt. Húsz hajtó és mintegy százötven kutya öt és fél nap alatt teljesítette a Nenana és Nome közötti 1085 kilométeres távot. A szérumfutás résztvevőinek hősiessége a korabeli sajtó és rádió egyik fő témája volt. A médiavisszhang jelentősen hozzájárult a védőoltások elterjesztéséért folytatott kampányhoz.
Az utolsó szakasz egységének vezérkutyája, Balto a New York-i Central Parkban kapott szobrot. A szérumfutás emlékére rendezik meg 1967 óta az Iditarod kutyaszánhajtó-versenyt, valamint 1997 óta a kutya- és motoros szánokkal az eredeti útvonalon zajló Serum Run 25 túrát.
A szérumfutást örökítette meg a Balto című 1995-ös animációs kalandfilm.

## Galéria

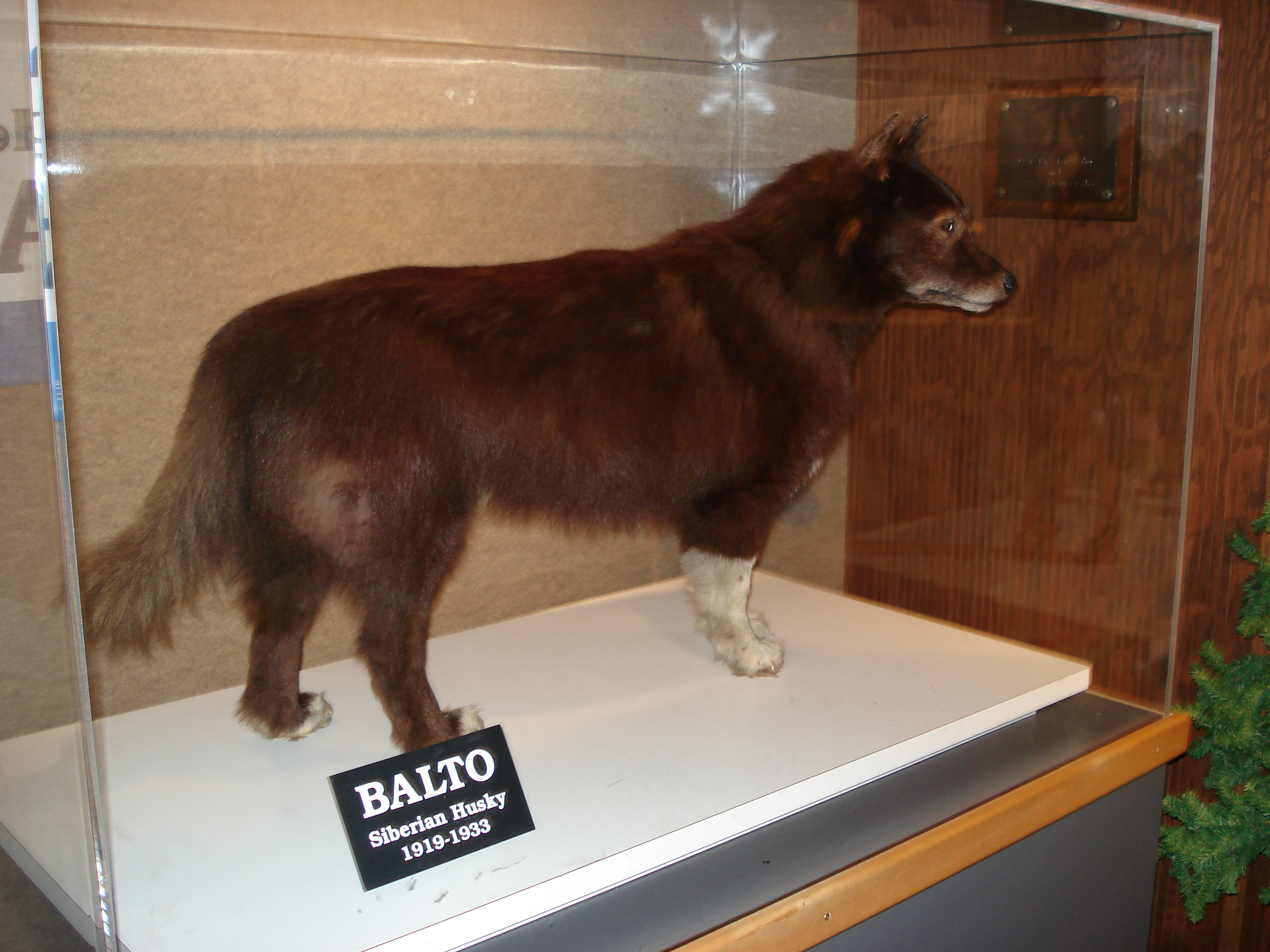
Balto a Clevelandi Természettudományi Múzeumban
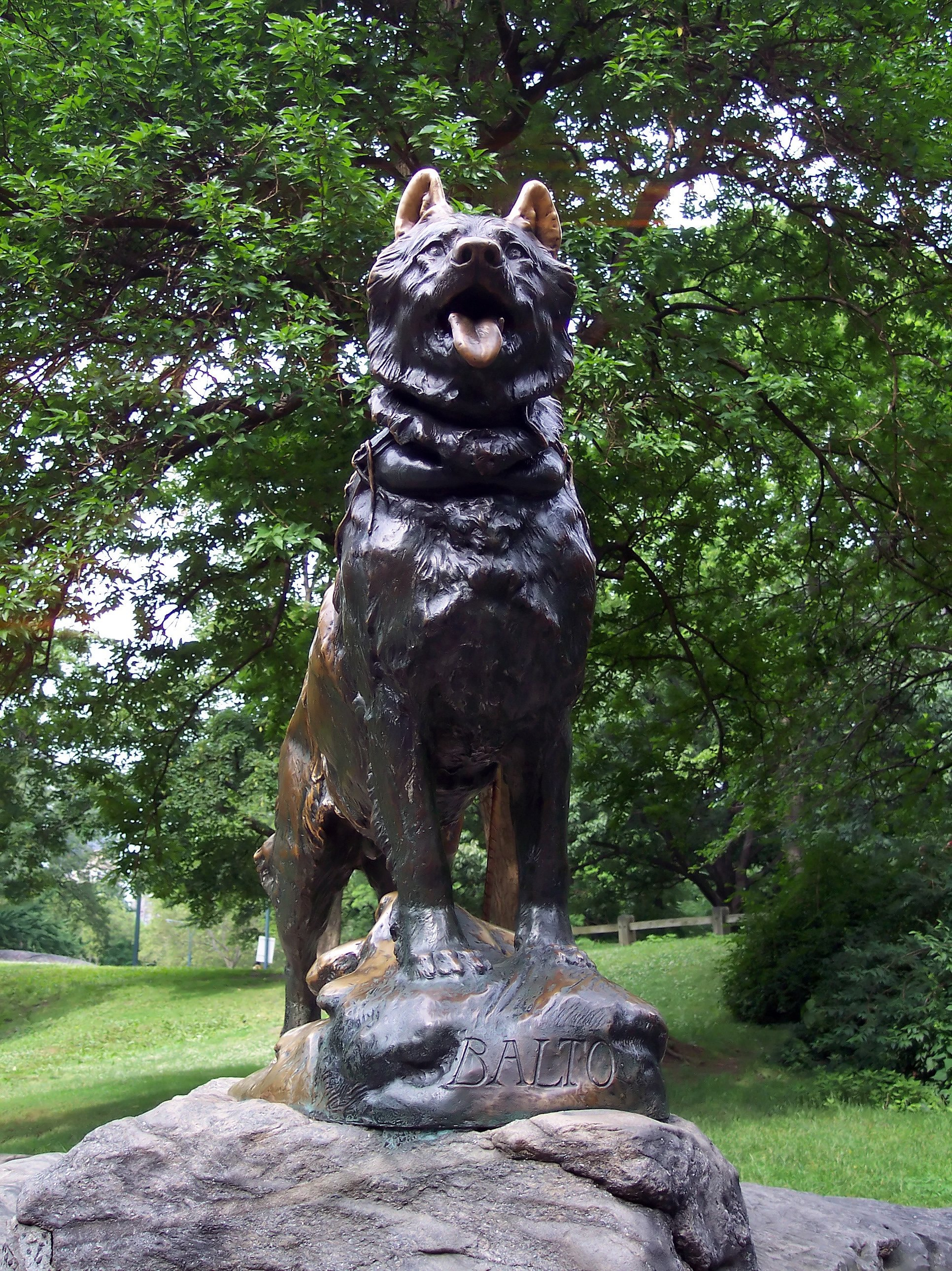
Szobra a New York-i Central Parkban